# Театральна площа (Донецьк)
Театральна площа — одна з центральних площ міста Донецька. Знаходиться у Ворошиловському районі по вулиці Артема.
В архітектурний ансамбль Театральної площі входять будівлі кінотеатру імені Т. Г. Шевченко (пам'ятник архітектури місцевого значення), інституту «Дондіпрошахт» і донецького національного академічного театру опери та балету імені А. Б. Солов'яненка (пам'ятник архітектури національного значення). По флангах оперного театру розташовані два сквери: північний і південний, у яких встановлені пам'ятники Ф. А. Гринкевичу, К. Я. Гурову, А. Б. Солов'яненко, а також скульптурна скіфська композиція.
Над створенням архітектурного ансамблю працювали П. В. Тамуров, архітектори Л. І. Котовський, В. М. Орехов, Л. Л. Берберов, Т. І. Бондаренко, Г. І. Навроцький, Л. А. Теплицький, А. П. Страшнов, Г. А. Благодатний, М. К. Іванченко, В. Є. В'язовський, а також скульптори А. Ю. Білостоцький, Е. М. Фрідман, О. М. Скорих, Ю. І. Балдін та В. Г. Кисельов.

## Планування площі
| План Театральної площі 1. Проїжджа частина вулиці Артема; 2. Донецький національний академічний театр опери і балету імені А. Б. Солов'яненка — 48°0′21.84″ пн. ш. 37°48′11.17″ сх. д. / 48.0060667° пн. ш. 37.8031028° сх. д.; 3. Кінотеатр імені Т. Г. Шевченко — 48°0′20.68″ пн. ш. 37°48′17.64″ сх. д. / 48.0057444° пн. ш. 37.8049000° сх. д.; 4. Будівля інституту «Дондіпрошахт» — 48°0′22.94″ пн. ш. 37°48′17.47″ сх. д. / 48.0063722° пн. ш. 37.8048528° сх. д.; 5. Пам'ятник Гринкевичу — 48°0′19.24″ пн. ш. 37°48′13.98″ сх. д. / 48.0053444° пн. ш. 37.8038833° сх. д.; 6. Пам'ятник Гурову — 48°0′17.77″ пн. ш. 37°48′13.93″ сх. д. / 48.0049361° пн. ш. 37.8038694° сх. д..; 7. Пам'ятник Солов'яненко — 48°0′24.38″ пн. ш. 37°48′13.72″ сх. д. / 48.0067722° пн. ш. 37.8038111° сх. д.; 8. Скіфська композиція — 48°0′25.71″ пн. ш. 37°48′12.77″ сх. д. / 48.0071417° пн. ш. 37.8035472° сх. д.. 9. Житлові будинки за проектом архітектора Г. А. Благодатного | Театральна площа на карті Донецька (за даними OpenStreetMap) |

## Ансамбль Театральної площі

### Театр кіно імені Т.Г.Шевченка
Будівля кінотеатру побудовано з 1937 по 1939 рік за проектом архітектора Л. А. Теплицького. Перший багатозальний кінотеатр в Україні. Головний фасад будівлі оформлений арочною лоджією заввишки в два поверхи. У 1968 році кінотеатр був реконструйований за проектом архітектора Альвіана Платоновича Страшнова. До реконструкції мав три зали на 1400 глядачів.

Кінотеатр імені Т. Г. Шевченко
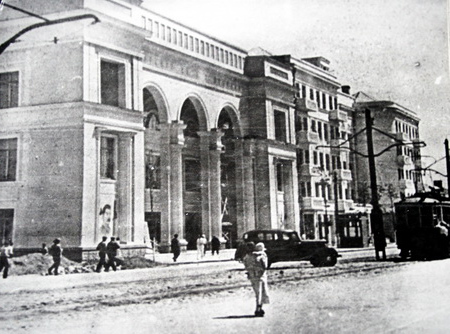
1939. Щойно відкритий кінотеатр Шевченка.
1941–1943. Кінотеатр Шевченка під час німецької окупації Донецька. На фасаді — вивіска «Soldatenkino».1941–1943. Кінотеатр Шевченка під час німецької окупації Донецька. На фасаді — вивіска «Soldatenkino».
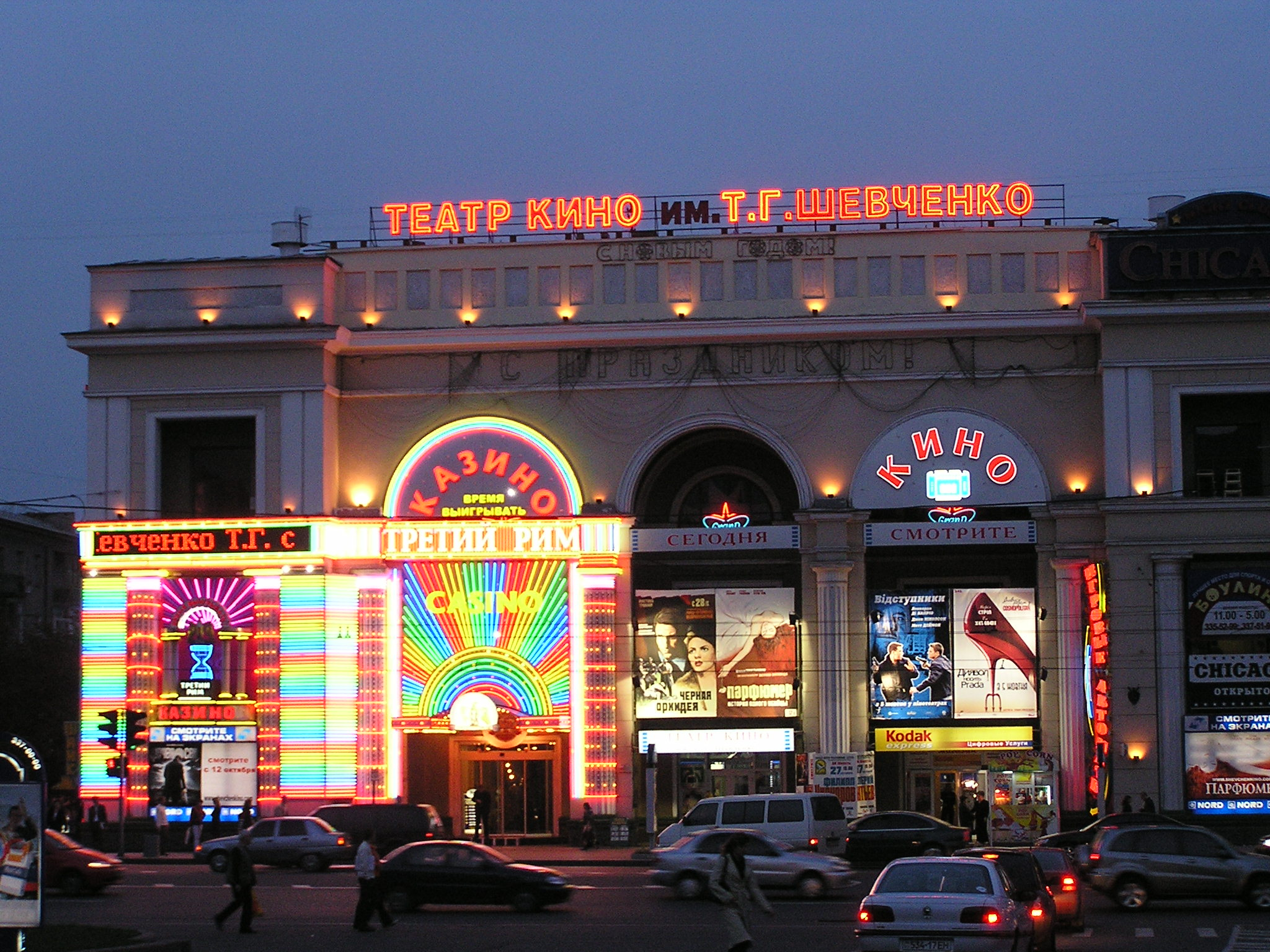
Кінотеатр Шевченка вночі.
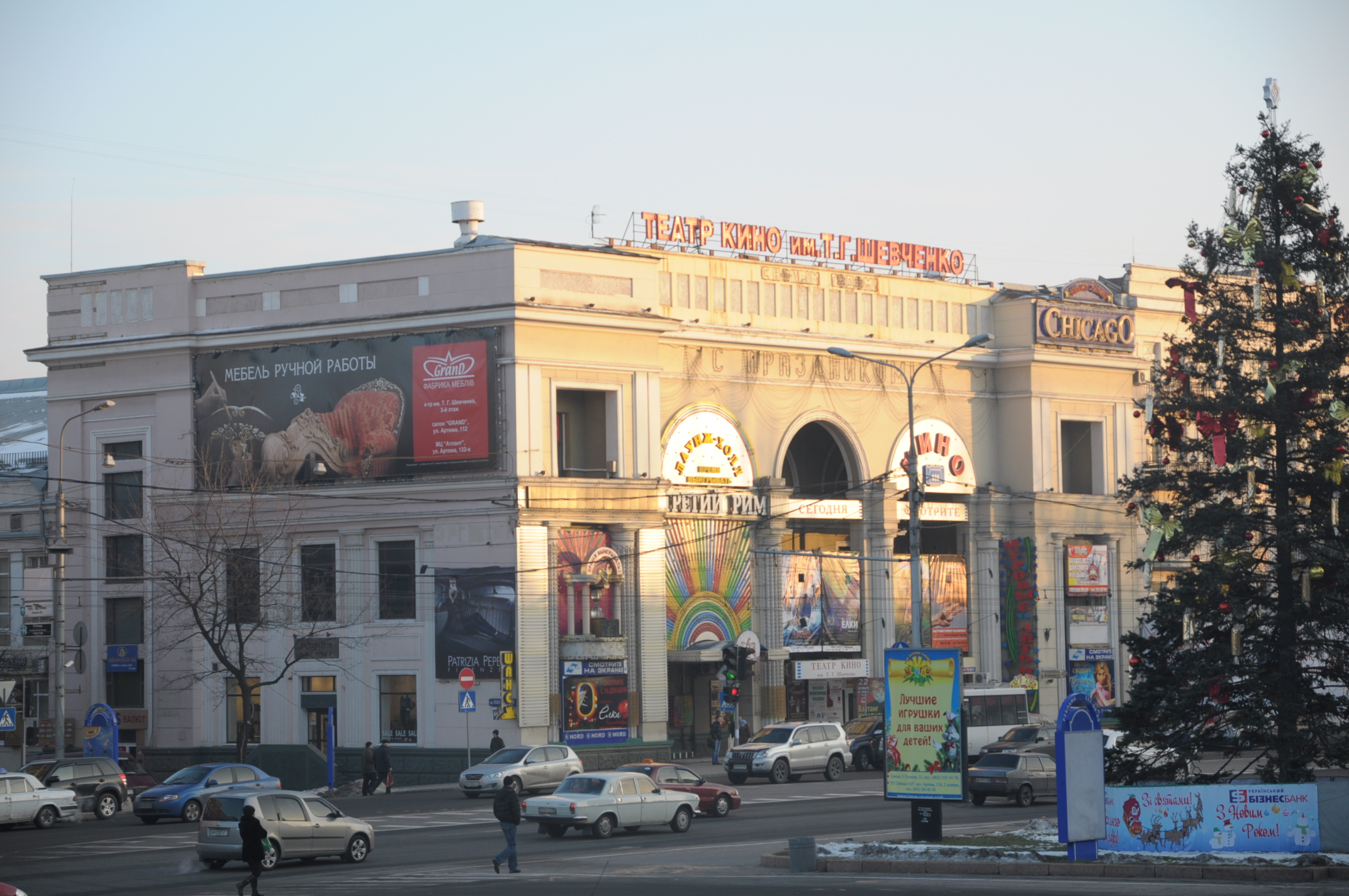
2010 рік

### Дондіпрошахт
Будівлю інституту «Дондіпрошахт» побудовано в 1952 році за проектом архітектора Георгія Івановича Навроцького (інженер В. В. Кадінцев). Фасад будівлі вирішено в монументальних формах і використовує мотиви російського класицизму. Ряд елементів будівлі символізує вугільну галузь промисловості.
Висота будівлі — три поверхи, міжповерхова межа між другим і третім поверхами яскраво виражена. На третьому поверсі вікна втоплені в ніші і фланковані колонами. Фасад будівлі, що виходить на вулицю Артема виконаний у вигляді портика з чотирьох колон, п'єдестали яких облицьовані чорним полірованим гранітом. Колони долають міжповерховий кордон і піднімають над нею фронтон. Цоколь будівлі також облицьований чорним полірованим гранітом.

### Житлові будинки за проектом Благодатного
У 1950—1951 роках по обидві сторони оперного театру побудували два житлових будинки за проектом архітектора Г. А. Благодатного. Вони повинні були завершити формування Театральної площі, але до моменту їх спорудження отримала розвиток площа Леніна, у зв'язку з чим розмір Театральної площі був зменшений — перед цими будинками були розбиті сквери, а будинки перестали відігравати істотну роль в архітектурному ансамблі площі. Будинки розташовані симетрично щодо театру і мають однакове планування. Побудовані з силікатної цегли і оформлені бетонною ліпниною і фігурними балконами. По центру фасадів розташовані арки, через які можна було потрапити у двір. Надалі арки перекрили решітками і, згодом, засклили.

### Південний сквер
Сквер Театральній площі обмежений вулицею Артема, проспектом Гурова, Театральним проспектом; розташований між театром опери та балету і готелем «Донбас Палас». У сквері знаходяться дві могили визволителів Донецька в роки Німецько-радянської війни — генерал-лейтенанта, члена Військової Ради Південного фронту Кузьми Якимовича Гурова і гвардії полковника, командира 32-ї танкової бригади Франца Андрійовича Гринкевича. Обидва померли не в Донецьку (Гуров помер 25 вересня 1943 року в селі Гусарка Куйбышевского района Запорожской области; адміністративна одиниця Запорізької області України. Гринкевич помер 11 жовтня 1943 року в селі Харкове Запорізької області), але їхні тіла були перевезені після смерті і поховані тут. Серце Гурова поховано окремо від тіла — на місці смерті, в селі Гусарка, Запорізької області.

#### Пам'ятник Гурову
Пам'ятник Кузьмі Гурову Якимовича було встановлено на його могилі в 1954 році і являє собою його бюст. Автори пам'ятника — скульптори Анатолій Білостоцький і Еліус Фрідман, архітектор Микола Іванченко). Бюст стоїть на високому постаменті гофрованому, зробленому з чавуну. Підставу постаменту виконано у вигляді стилобату з барельєфами. Пам'ятник споруджено сталінським вагоно-ремонтним заводом облкомхоза.

Пам'ятник Гурову
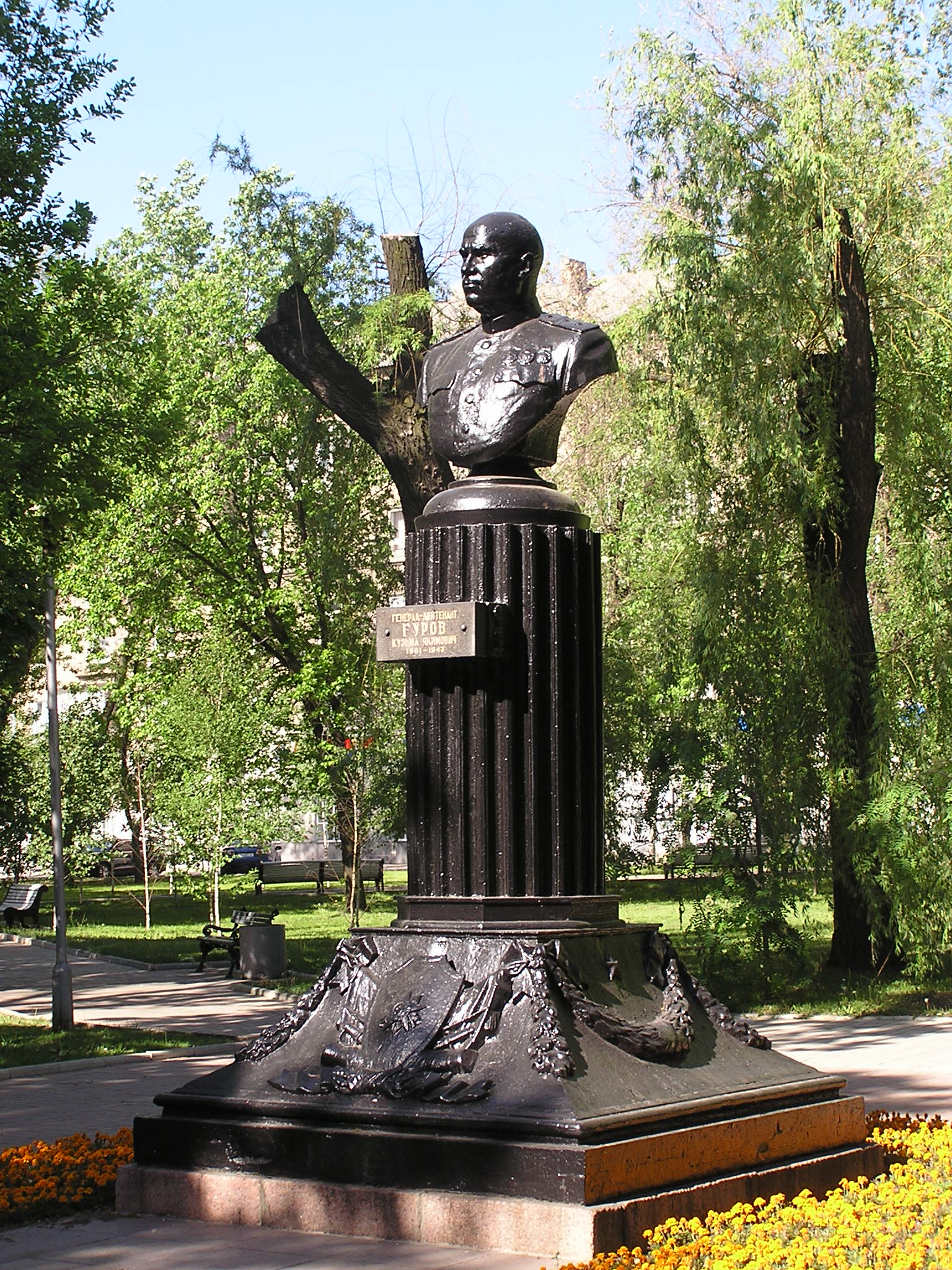
2007. Загальний вигляд пам'ятника Гурову.
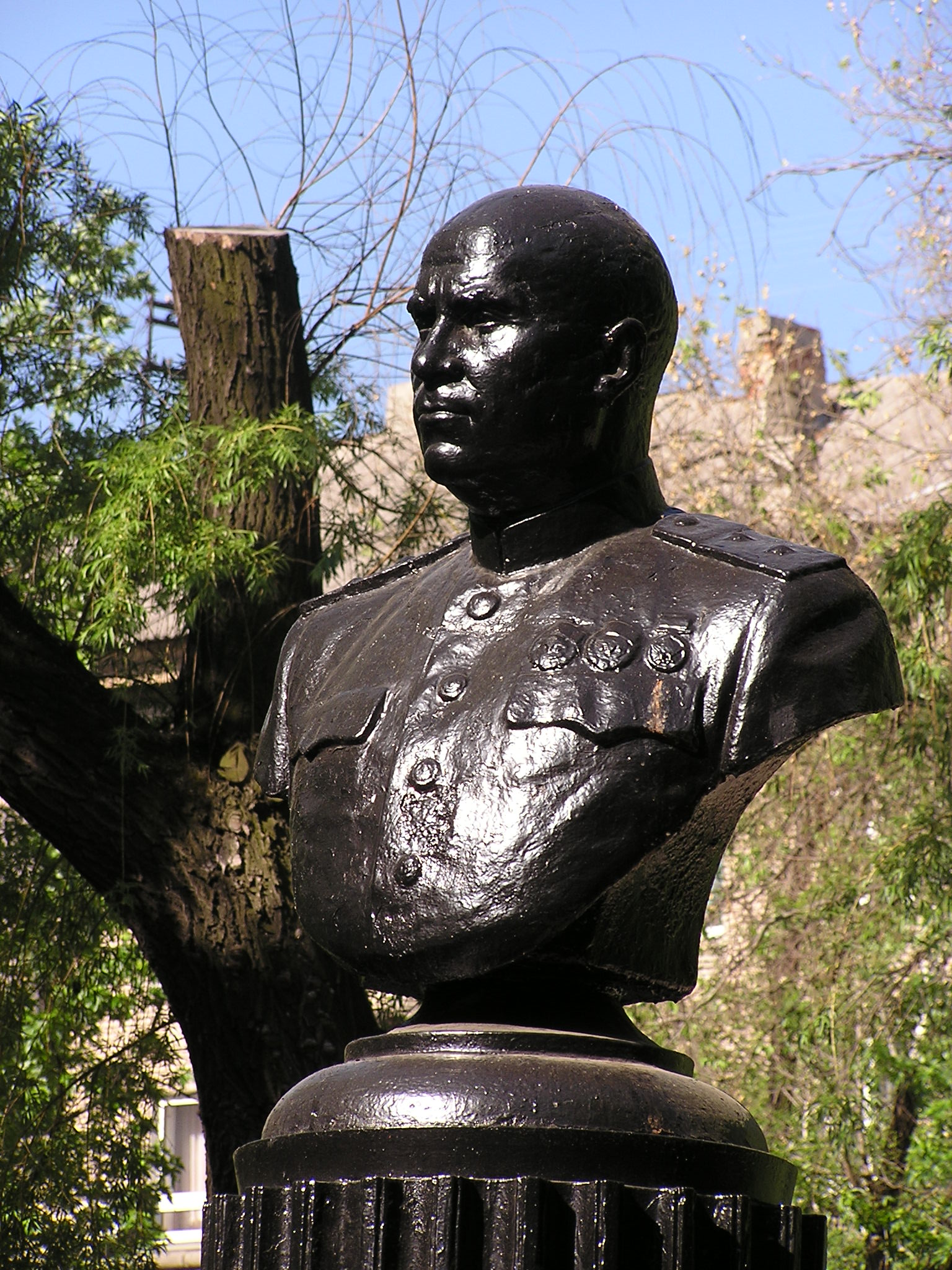
Бюст.
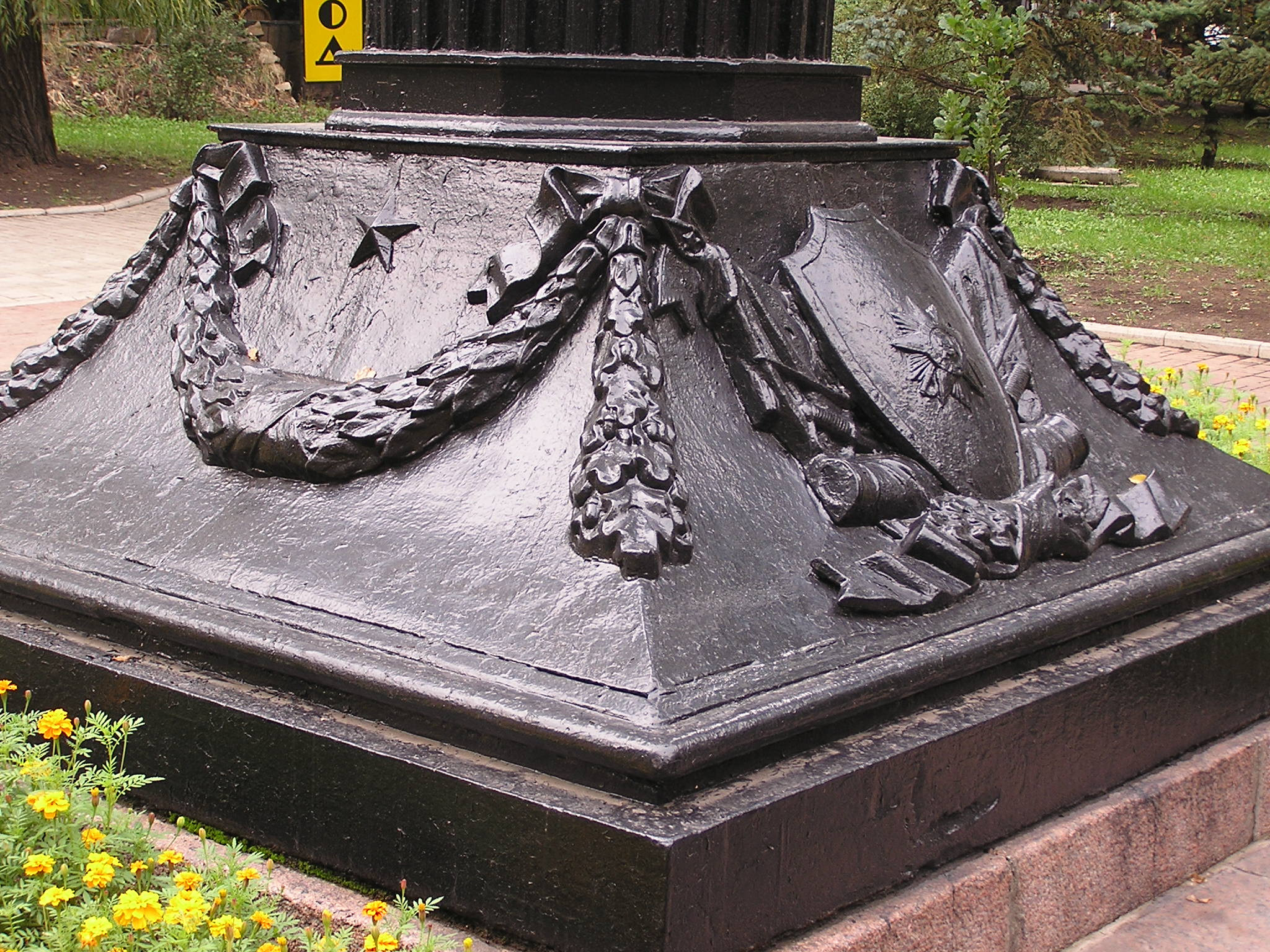
Стилобат.
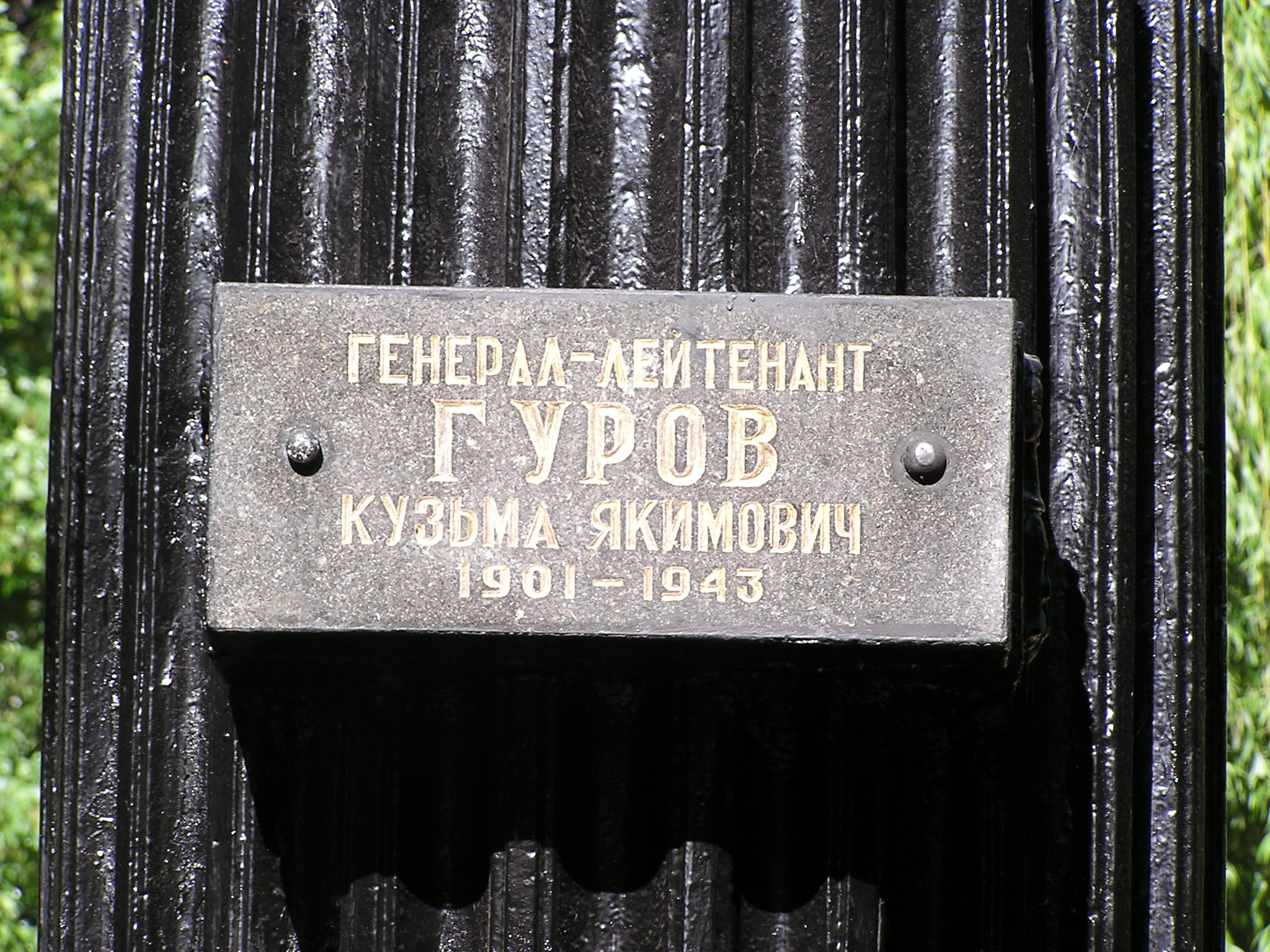
Меморіальна дошка на пам'ятнику.

#### Пам'ятник Гринкевичу
Пам'ятник Гринкевичу являє собою танк, встановлений на високому постаменті. Танкісти 32-ї гвардійської танкової бригади, яка у вересні 1943 року звільняла Сталіно поховали Франца Андрійовича Гринкевича в центрі Сталіно, на могилі спорудили постамент з фотографією свого командира і своїми руками втягнули на могильний пагорб бойовий танк Т-34-76 на якому воював Гринкевич.
У 1964 році на могилі з'явилися високий гранітний постамент і мармурові плити з відлитим з металу написом «Вічна слава героям, полеглим в боях за свободу і незалежність нашої Батьківщини. 1941—1945». Деякий час на новому постаменті стояв старий танк, але потім він був замінений на сучасніший танк Т-34-85, а бойовий танк Гринкевича перемістили у двір краєзнавчого музею, який тоді розташовувався в одній будівлі з бібліотекою імені Крупської. У 1972 році танк разом з музеєм переїхав у інше місце і до 2010 року стояв перед фасадом краєзнавчого музею, що виходять на вулицю імені Челюскінців. У 2010 році танк був відправлений на майданчик військової техніки до монумента «Твоїм визволителям, Донбасе». Співробітники музею влаштували урочисті проводи танку під «Прощання слов'янки».

Пам'ятник Гринкевичу і танк Гринкевича
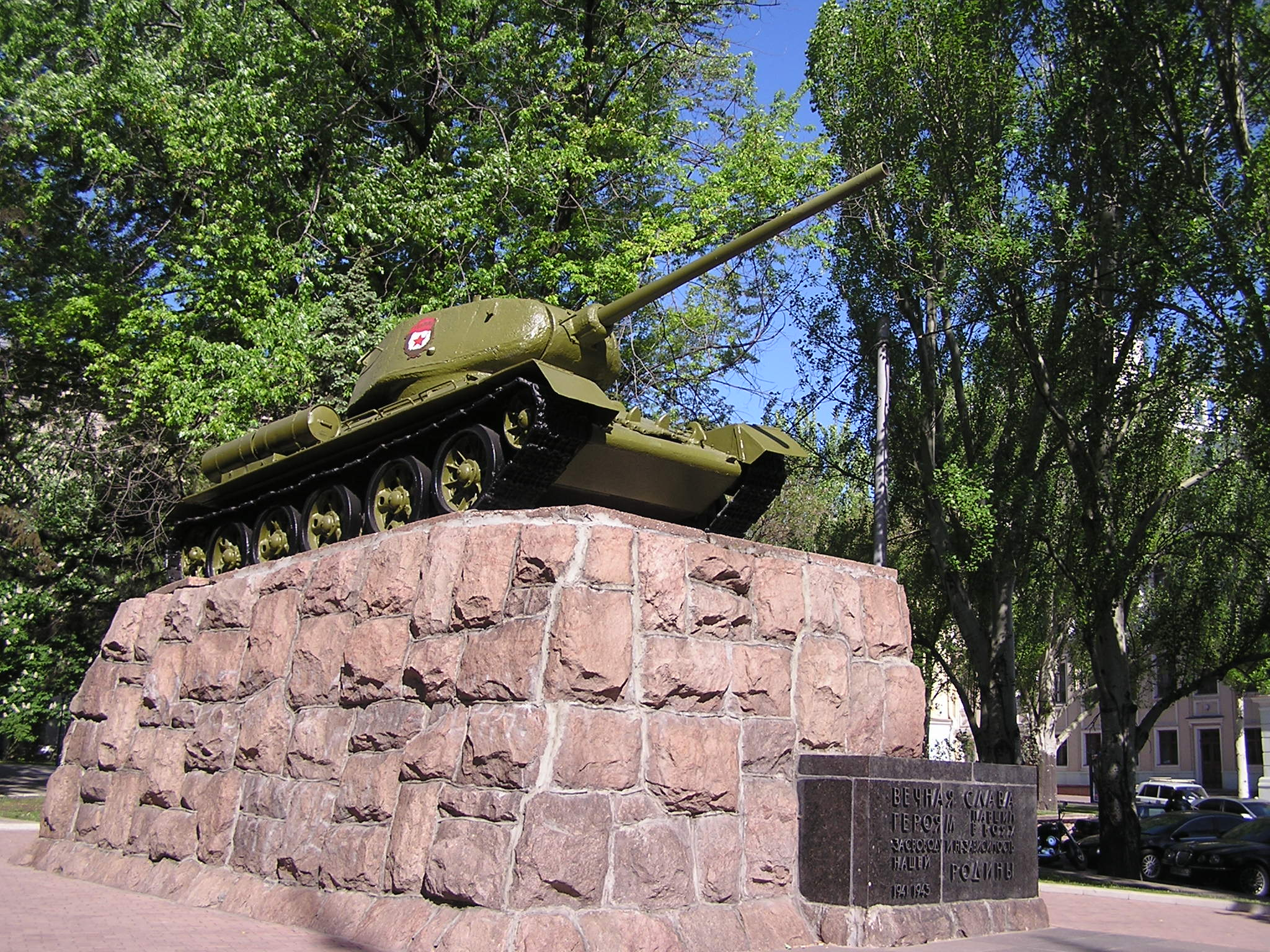
Сучасний вигляд пам'ятника Гринкевичу.
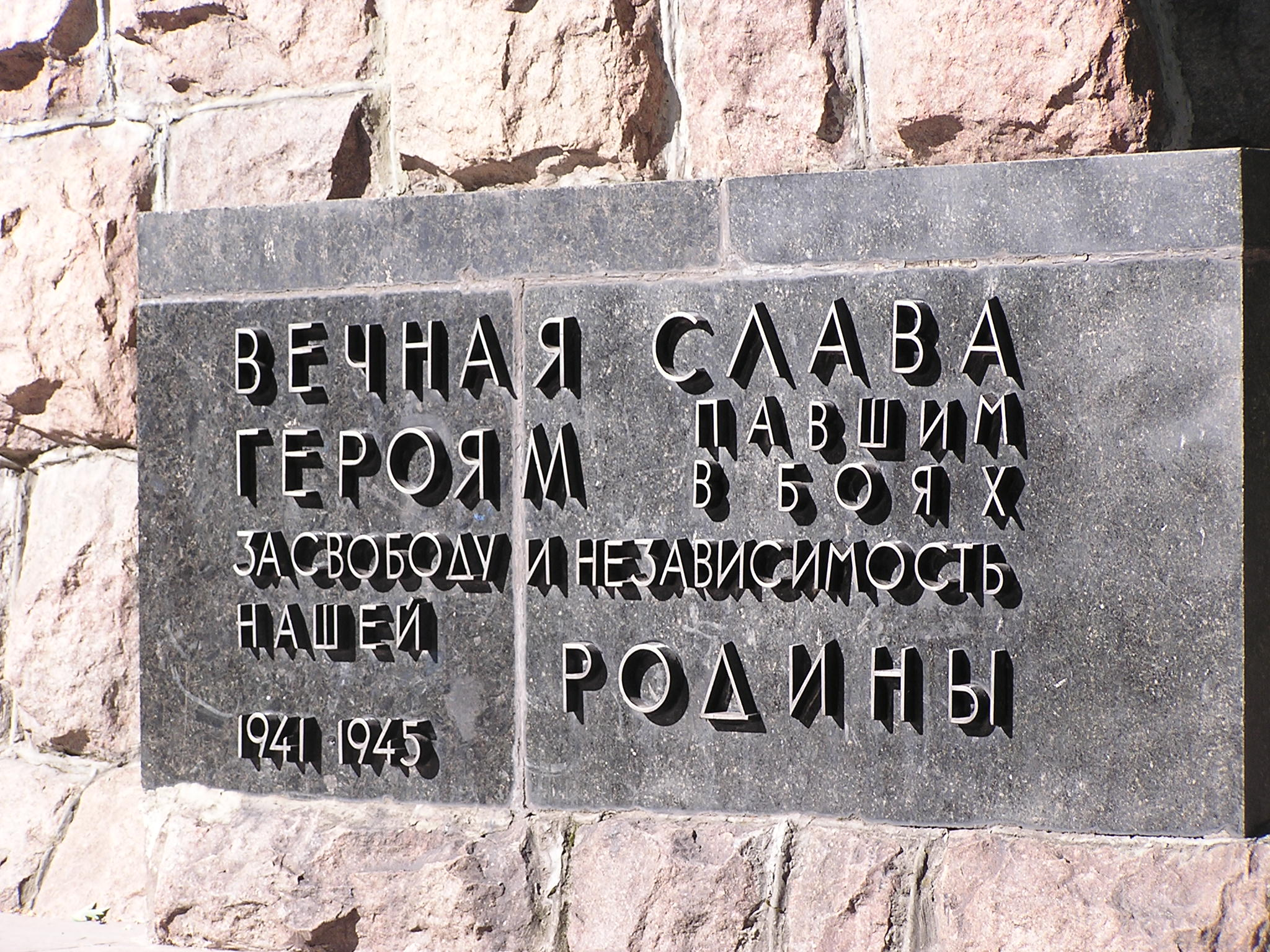
Меморіальна плита з написом
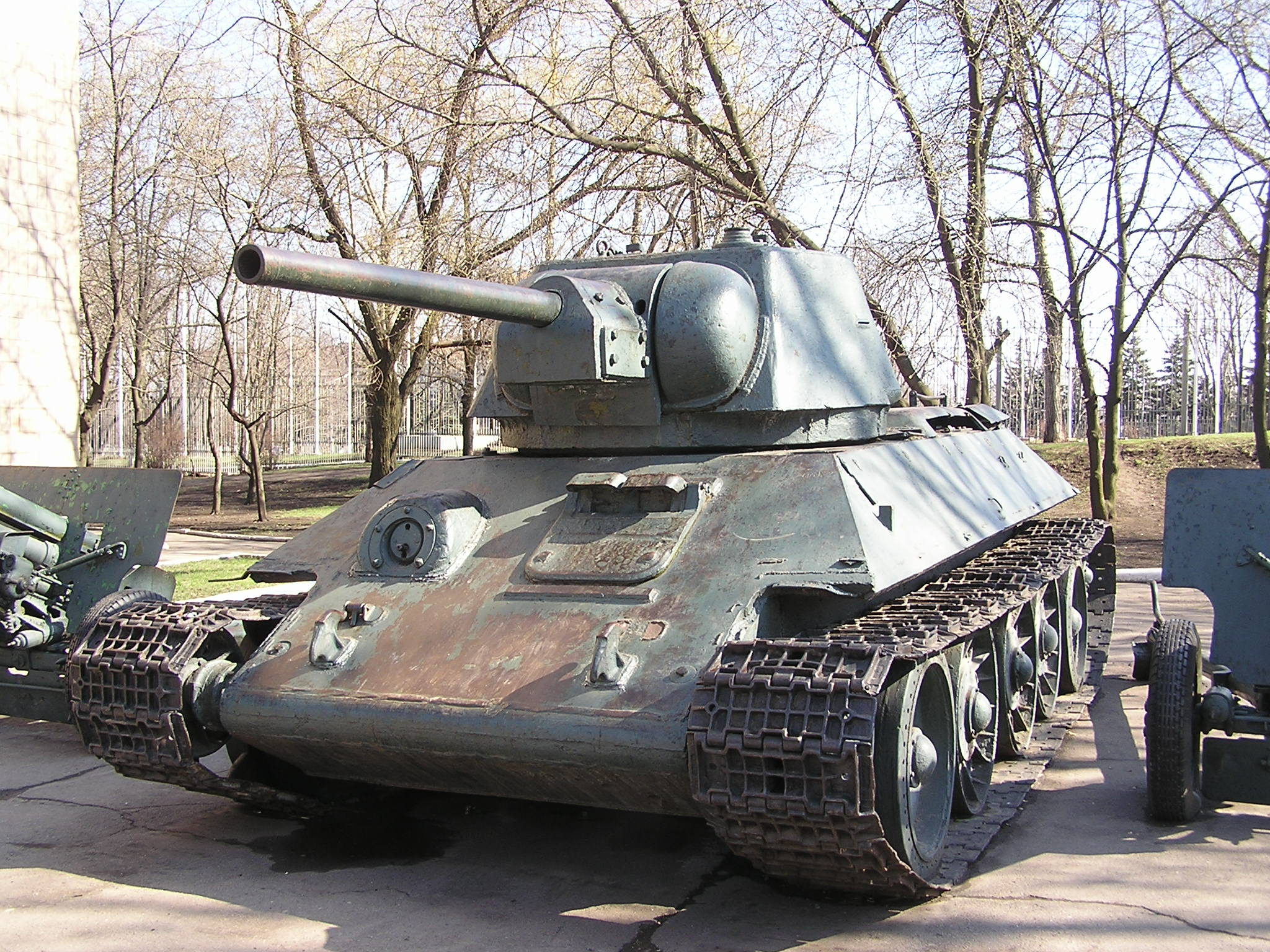
2008. Танк Гринкевича у дворі донецького обласного краєзнавчого музею.
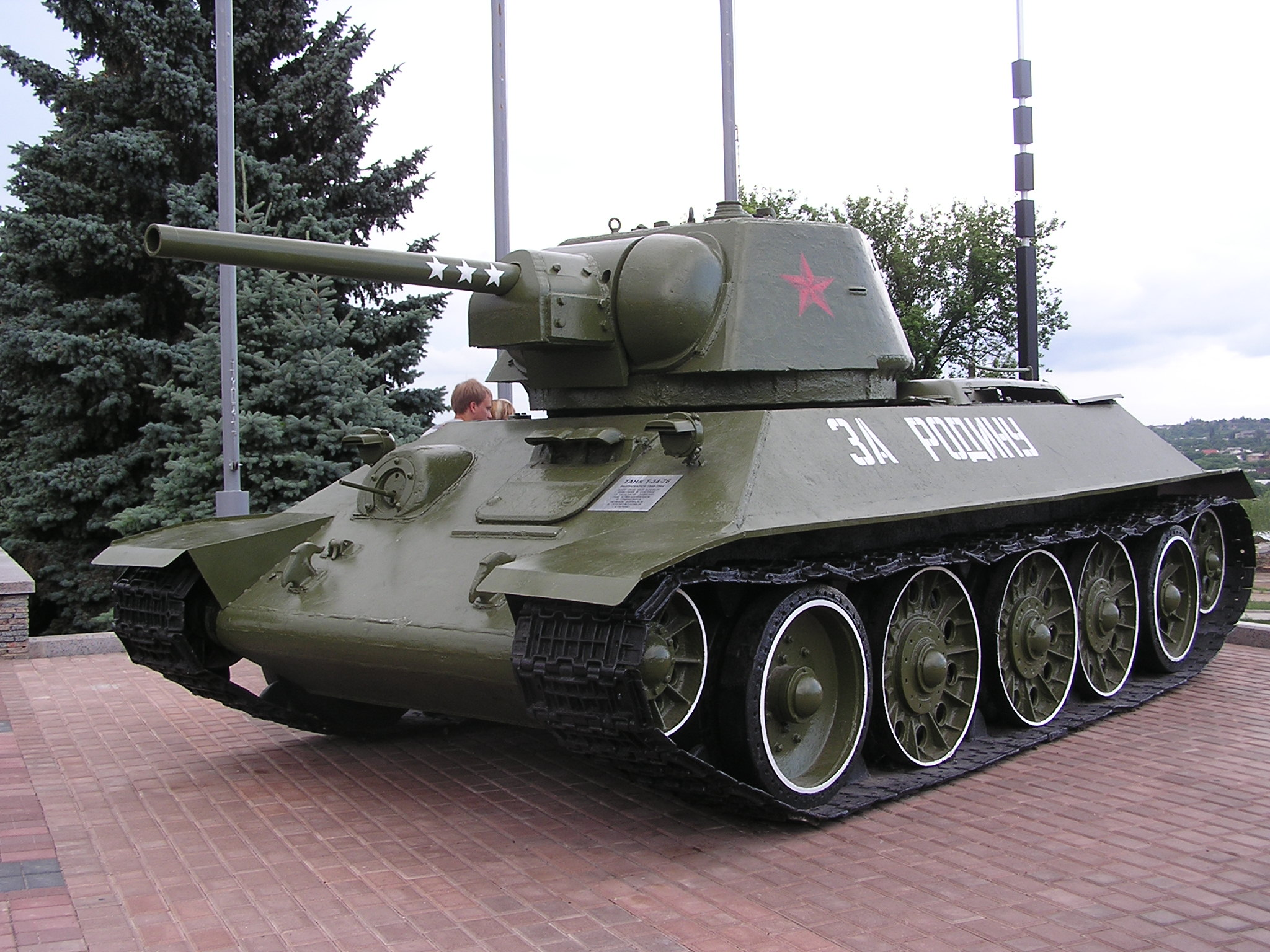
2010. Танк Гринкевича в парку Ленінського комсомолу біля монумента «Твоїм визволителям, Донбасе».

### Північний сквер

#### Пам'ятник Солов'яненку
Пам'ятник Анатолію Солов'яненку являє собою скульптуру тенора в повний зріст, одягненого в концертний костюм Герцога з опери Джузеппе Верді «Ріголетто». Постать стоїть на постаменті круглої форми, який спирається на циліндри, які символізують театральні колони. Образ Герцога з опери «Ріголетто» був обраний через те, що Солов'яненко дебютував на сцені в цьому образі, а після гастролей в Іспанії з оперою «Ріголетто», одна з газет опублікувала статтю з назвою «Шахтарський герцог». З цієї публікації прізвисько закріпилося за співаком. На постаменті пам'ятника також написано українською мовою: 
|  | Гордість України — Анатолій Солов’яненко — «Шахтарський герцог» |

Автори пам'ятника: скульптор Олександр Митрофанович Скорих і архітектор Віталій Євгенович В'язовський. Пам'ятник виконаний з бронзи і покритий сусальним золотом. Висота пам'ятника 3,5 метра. Анатолій Борисович Солов'яненко — оперний тенор, народний артист СРСР. Театр опери і балету носить його ім'я, тому що знаменитий співак є уродженцем Донецька.
У 2000 році під час проведення II міжнародного фестивалю «Золотой Скиф» був закладений пам'ятний камінь, на місці якого передбачалося встановити пам'ятник та проведено конкурс на найкращий проект пам'ятника, який виграв проект Олександра Скорих. У конкурсі брали участь десять скульптур. 31 травня 2002 року в рамках IV міжнародного фестивалю «Золотий Скіф» пам'ятник був встановлений у Театральному сквері і урочисто відкритий.
Серед проектів, що брали участь у конкурсі був проект Олександра Миколайовича Порожнюка, який припускав встановлення пам'ятника на невеликій сцені, оточеній півколом білих аркад. На сцені можна було б проводити невеликі концерти, а сама скульптура повинна була виконаною в звичнішому для глядачів вигляді.
У 2009 році пам'ятник Анатолію Солов'яненку в Донецьку потрапив до Топ-10 найбільш недоладних монументів Україні, складений тижневиком «Коментарі». На думку укладачів рейтингу скульптура претензійна, гротескна, а круглий постамент нагадує «пеньок».

Пам'ятник Солов'яненку

- Файл:Donetsk-Solovyanenko.jpg
- Файл:Театральная площадь 006.JPG
- Файл:Solov'janenko A.B..JPG
- Файл:Donezk-050.JPG

#### Скіфська композиція
У 2003 році у Театральному сквері було встановлено скіфську композицію, що складається із трьох бронзових скульптурних фігур: пекторалі, воїна і шоломовидного головного убору. Всі три фігури — копії творів скіфського мистецтва. Скульптори: Юрій Іванович Балдін і Володимир Григорович Кисельов. Спочатку передбачалося, що буде проведена реконструкція бульвару Пушкіна і на ньому серед іншого буде Скіфська алея, з курганами і кам'яними бабами, але від цієї ідеї відмовилися. За словами директора рекламного агентства ТОВ «Фірма „Кардинал“» Костянтина Петровича Воробйова, який розробляв концепцію реконструкції бульвару Пушкіна, скульптури, встановлені в Театральному сквері призначалися для цієї алеї, але через конфлікт з міською адміністрацією та обласною радою опинилися в іншому місці.
Золота царська пектораль IV ст. до н. е знайдена 21 червня 1971 року під час археологічних досліджень поховання кургану Товста Могила в Дніпропетровській області під керівництвом Б. Н. Мозолевського. Вважається, що пектораль була виготовлена грецькими майстрами-ювелірами на замовлення знатних скіфів. Зберігається в Скарбниці Національного музею історії України. Композиція пекторалі складається з трьох рівнів. Нижній — анімалістичні сцени за участю міфологічних та реалістичних звірів. Середній — флористичні мотиви. Верхній — сцени за участю скіфів та домашніх тварин. Є кілька версій-інтерпретацій зображуваних мотивів. За деякими — на пекторалі зображено побутові сцени із життя скіфів. За іншими — скіфська легенда про Золоте руно і двох братів, що вирушили на його пошуки.
Скульптура скіфського воїна в повному бойовому обладунку VI ст. до н. е. знайдена в селі Ольховчин Шахтарського району Донецької області. Ця фігурка використовується як символ Фонду «Золотий Скіф» і як регіональна нагорода за досягнення в економічній та гуманітарній сфері.
Золотий скіфський шоломоносний головний убір був знайдений в 1888 році археологами Донецького національного університету під керівництвом Алли Олексіївни Моруженко при розкопках скіфського кургану Передерієва Могила біля села Зрубне в Шахтарському районі Донецької області. Зберігається в Скарбниці Національного музею історії України. На головному уборі в реалістичній манері зображений бій, за участю двох дорослих бородатих скіфів і чотирьох юнаків, розділених на дві композиційні групи. По центру однієї групи юнак, що стоїть на колінах, витягує меч і дивиться на другого юнака ліворуч від нього. Другий юнак тримає у лівій руці щит, а в правій — спис, спрямоване до голови дорослого воїна з арканом на плечах. Дорослий воїн розташований у правій частині композиції і тримає акінак правою рукою, а лівою утримує щит юнака зі списом. Зліва другої композиційної групи юнак з пов'язаними стрічкою волоссям, тримає в правій руці спис, спрямований до голови дорослого воїна. Дорослий воїн знаходиться в правій частині композиції і схопив юнака за волосся, що стоїть на колінах і розташованого по центру. Ймовірно, зображений сюжет відноситься до розповіді Геродота про битву старих і молодих скіфів.

Скіфська композиція
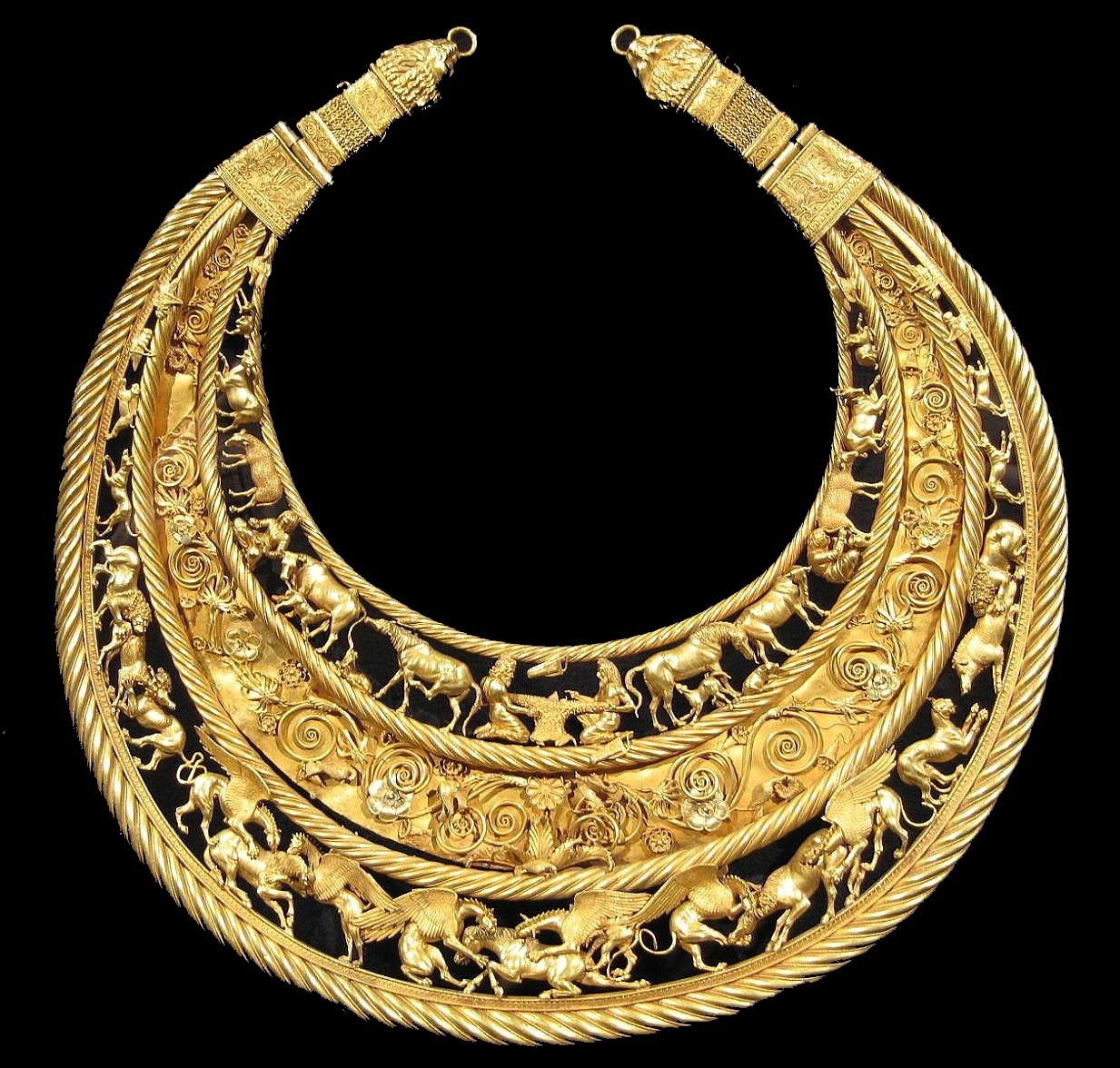
Пектораль з кургану Товста Могила
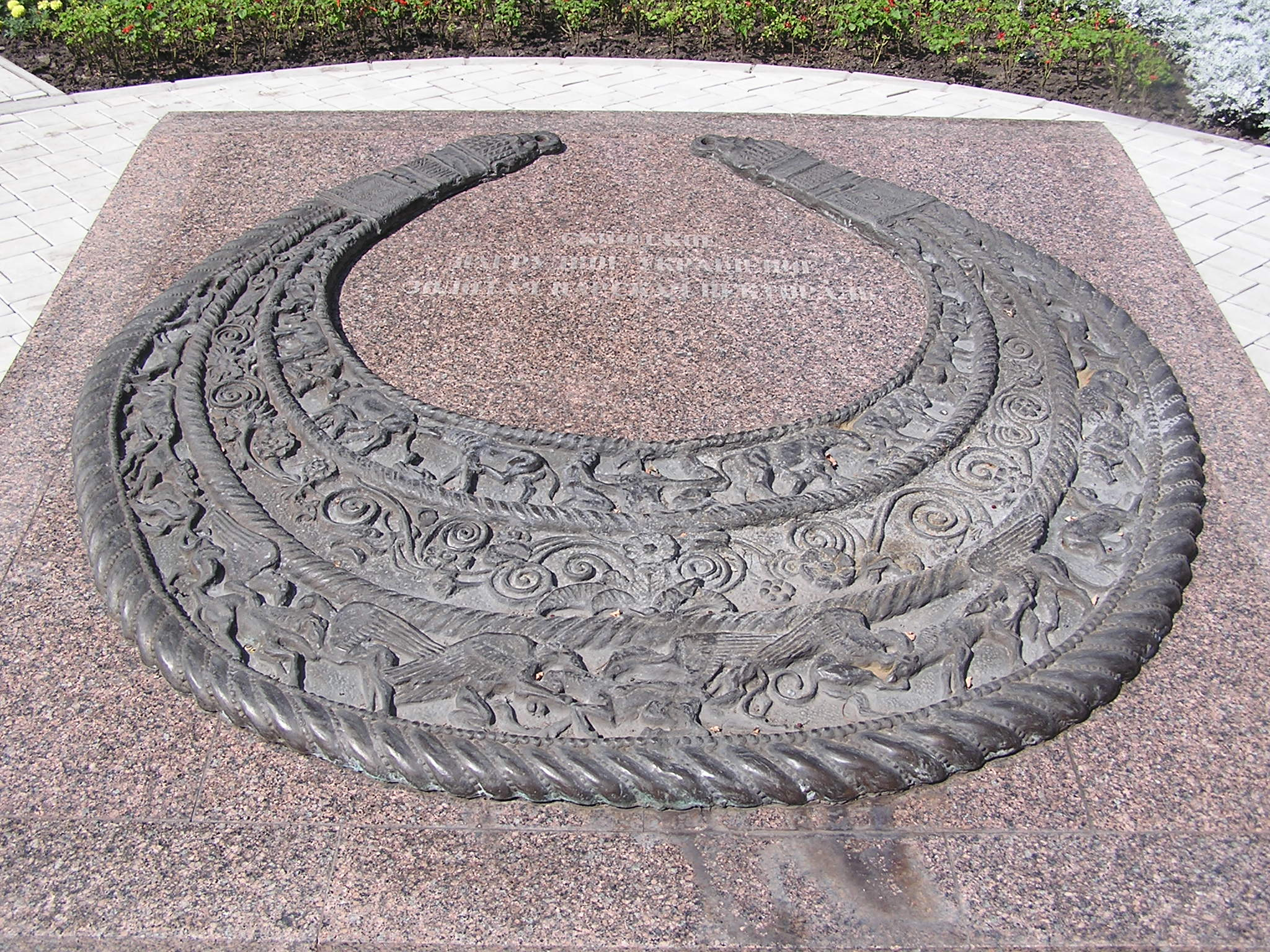
Пектораль у скіфській композиції
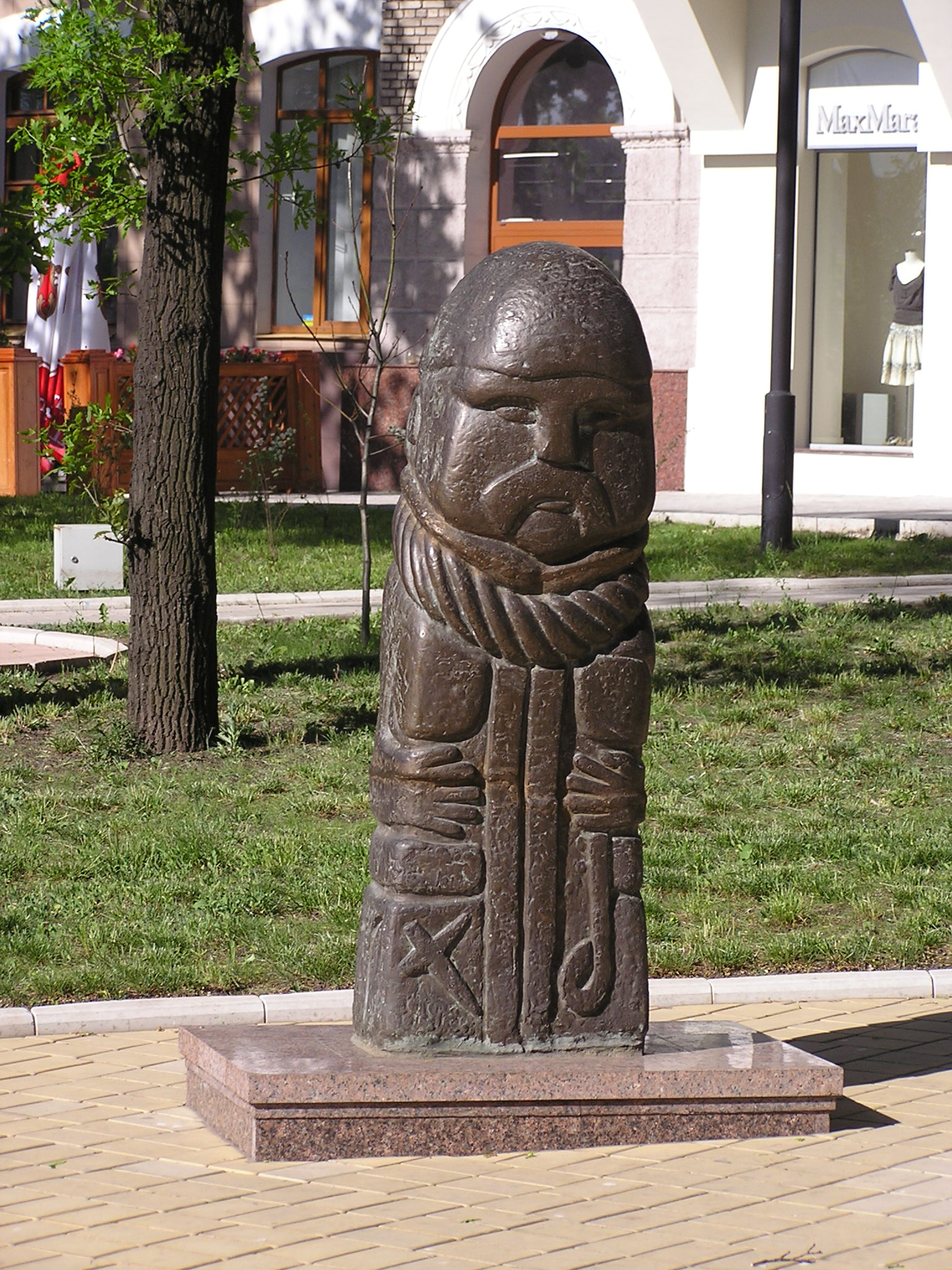
«Золотий скіф»
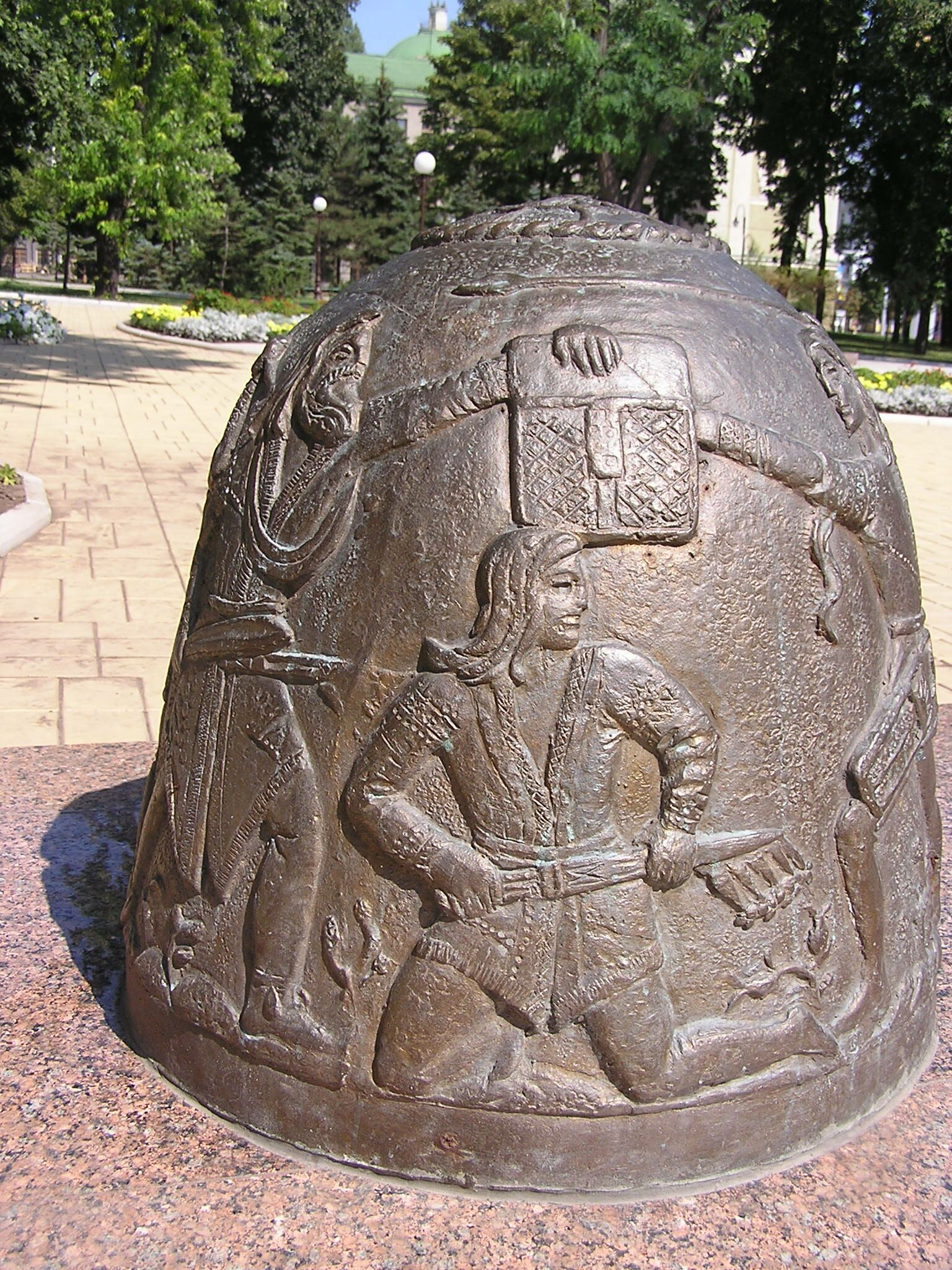
Скіфський шолом